# Kanal 5 (Suède)
Pour les articles homonymes, voir Kanal 5.
Kanal 5 (en suédois : Kanal Fem) est une chaîne de télévision suédoise, lancée en 1989. Elle est détenue par le groupe de média] d'origine américaine, SBS Discovery Media. 

## Histoire

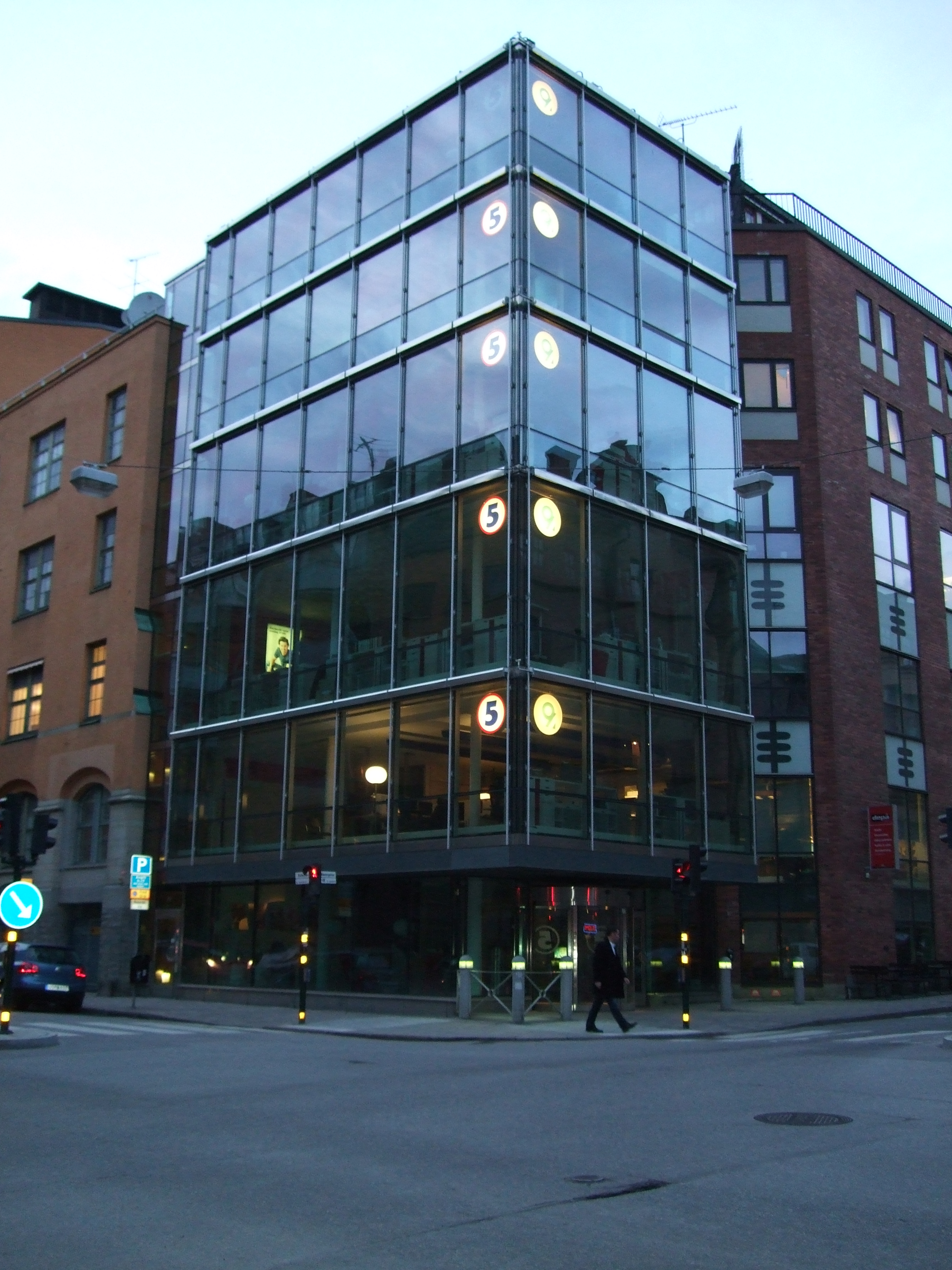
Siège de la chaîne, situé à Stockholm.

Åke Wilhelmsson et Kari Storækre, par l'intermédiaire de la société de production Karissima, diffusent en 1988 God Morgon Scandinavia, une émission de petit-déjeuner pour Sky Channel, à l'époque où elle était largement disponible sur les réseaux câblés suédois. Lorsque Sky annonce qu'elle allait changer de cible et viser le marché britannique, le couple commence à préparer sa propre chaîne. En janvier 1989, le couple et l'avocat Ingemar Drogell annoncent un prospect pour les actionnaires potentiels de Nordic Channel.
Parmi les sociétés qui réservent du temps d'antenne sur Nordic Channel figure Utbildningsradion, qui utilise les créneaux horaires pour un bloc de programmes financé par les redevances télévisuelles. En décembre 1989, la « Scandinavian Business Channel » de Dagens Industri et Aktiefrämjandet démarre. Même l'Église pentecôtiste achète du temps d'antenne au lieu de diffuser des services de ses homologues américains. Le 1er janvier 1992, Miniatyr, un programme destiné à la diaspora persane, a été diffusé pour la première fois.
Durant les années 1990, sous administration américaine, la chaîne devient TV5 Nordic,. Cependant, la chaîne française TV5 Monde refuse l'adoption de ce nom. Il s'agit encore des premières années de la télévision par câble et TV5 française est encore largement distribuée sur les réseaux câblés suédois,. Avec les nouveaux propriétaires, des investissements sont faits pour apporter plus de séries télévisées américaines importées, telles que Star Trek et Bonanza. 
Au début de 1993, la chaîne commence à diffuser de courtes mises à jour d'informations, appelées 5i. Elle reprend également l'émission Vem tar vem ? de SVT. En mars 1993, SBS est cotée à la bourse de New York, ce qui permet à la chaîne d'injecter des capitaux. En janvier 1994, la chaîne quitte les locaux d'UR à Stocksund pour s'installer dans ses propres locaux.
Après des problèmes dans les années 1990, Kanal 5 lance une nouvelle stratégie au début des années 2000 qui l'établit en une chaîne populaire de divertissement ciblant un public jeune. Le slogan de la chaîne est « Roligare TV » (Télé plus amusante) et elle diffuse seulement du divertissement (séries, films, téléréalité et documentaires d'information et de divertissement). En 2006, la chaîne était la chaîne la plus populaire auprès des Suédois âgés de 15 à 24 ans.
En mars 2007, la société mère SBS est acquise par la société allemande ProSiebenSat.1 Media. À l'occasion, une nouvelle chaîne est lancée, intitulée Kanal 9.
En avril 2013, la société américaine Discovery Communications rachète la partie nordique de SBS et créé la société SBS Discovery Media. Deux mois plus tard, elle acquiert également TV11 qu'elle renomme Kanal 11 en octobre 2013.
Le 15 janvier 2024, Kanal 5 et treize autres chaînes appartenant à Warner Bros. Discovery dans la région nordique adoptent une identité uniforme. L'objectif de cette refonte était, selon WBD, de fournir un profil plus cohérent et actualisé, de faciliter les déplacements entre les pays nordiques et de mieux faire connaître les chaînes appartenant à la société. La chaîne principale de chaque pays a adopté le rouge comme couleur ; les profils codés par couleur permettent aux téléspectateurs de trouver plus facilement le contenu.

## Identité visuelle

Deuxième logo de Kanal 5 (2000–2024).